# International Computer Games Association
Die International Computer Games Association (kurz: ICGA, deutsch „Internationale Computerspielevereinigung“) ist eine internationale Vereinigung, die sich mit unterschiedlichen Aspekten der Künstlichen Intelligenz (englisch „Artificial Intelligence A.I.“) befasst.

## Geschichte
Im Jahr 1977 wurde sie u. a. durch den schottischen Schachmeister und Computerexperten David Levy als International Computer Chess Association ICCA (deutsch „Internationale Computerschachvereinigung“) gegründet. Im Fokus stand zunächst das Computerschach und die Absicht, auf diesem Gebiet die Synergie zu fördern, den Wissenstransfer zu erleichtern sowie Wettbewerbe zu organisieren. Hierzu diente auch die eigene wissenschaftliche Zeitschrift, das ICCA Journal.
Im Jahr 2002 bekam sie ihren heutigen Namen. Die Ersetzung von Chess (deutsch „Schach“) durch Games (deutsch „Spiele“) reflektiert die Erweiterung des Interessensgebiets über das Computerschach hinaus zu allen Computerspielen, hauptsächlich aber zu Strategiespielen wie beispielsweise Dame, Go oder Mühle. Der Titel der quartalsweise erscheinenden Hauszeitschrift lautet seitdem ICGA Journal.
Die ICGA organisiert die jährlich stattfindende Computerschach-Weltmeisterschaft, die Computer-Olympiade sowie eine internationale Konferenz über Computer und Spiele, genannt Advances in Computer Games (ACG) (deutsch „Fortschritte bei Computerspielen“).
Erster Präsident ab 1977 war Ben Mittman. Ihm folgten 1983 Monty Newborn, 1986 David Levy und 1992 Tony Marsland. Von 1999 bis Ende Dezember 2018 war wieder David Levy Präsident der ICGA. Seit Januar 2019 hat Jonathan Schaeffer dieses Amt inne und wurde ab Januar 2019 von dem durch ihn selbst ausgewählten Jonathan Schaeffer abgelöst.